# أسعار عوامل الإنتاج
في النظرية الاقتصادية، يُشير سعر العامل إلى التكلفة الوحدوية لاستخدام عامل من عوامل الإنتاج، مثل العمل أو رأس المال المادي.
لقد دار الكثير من الجدل حول ما الذي يُحدّد أسعار عوامل الإنتاج. يرى الاقتصاديون الكلاسيكيون والماركسيون أن أسعار العوامل هي التي تحدد قيمة المنتج، وبالتالي فإن القيمة تُعد متأصلة وجوهرية في داخل المنتج نفسه. ولهذا السبب، غالبًا ما يُستخدم مصطلح "السعر الطبيعي" بديلًا لذلك.
يُجادل الاقتصاديون الهامشيون بأن سعر العامل هو دالة تعتمد على الطلب على المنتج النهائي، وبالتالي يتم إسناده انطلاقًا من قيمة المنتج المُنجز. وقد قام الاقتصادي النمساوي فريدريش فون فيزر بشرح نظرية الإسناد لأول مرة.